# تسوتوپول
تسوتوپول (به لاتین: Tsvetopol) یک منطقهٔ مسکونی در روسیه است که در سرزمین آلتای واقع شده‌است.